# Serridonus longistylus
Serridonus longistylus är en insektsart som beskrevs av Rauno E. Linnavuori 1959. Serridonus longistylus ingår i släktet Serridonus och familjen dvärgstritar. Inga underarter finns listade i Catalogue of Life.